# 2-هكساين
2-هكساين هو مركب عضوي هيدروكربوني من الألكاينات، صيغته الكيميائية C6H10، ويوجد على شكل سائل عديم اللون في الشروط القياسية.

## التحضير
يمكن أن يحضر المركب من عملية اصطناع عضوي متعددة المراحل انطلاقاً من الأسيتيلين مروراً بالبروباين عن طريق التفاعل مع أميد الصوديوم وبرومو الميثان أو 1-برومو البروبان. يمكن أن تتم عملية التحضير من ألكلة أحادي وثنائي أسيتيليد الصوديوم.

## الخواص
يوجد المركب في الشروط القياسية على شكل سائل عديم اللون، يتميز بالتطايرية وبقابليته للاشتعال، وتتميز لهبته بأنها مصدرة لأسود الكربون.
لا يمتزج 2-هكساين مع الماء، لكنه يمتزج مع المذيبات العضوية مثل ثنائي إيثيل الإيثر.